# Heinach
Heinach ist ein Gemeindeteil der Stadt Lichtenfels im oberfränkischen Landkreis Lichtenfels in Bayern.

## Geografie
Die Einöde liegt etwa 3,5 Kilometer westlich von Lichtenfels auf einem Nordhang oberhalb des Heinachsbaches. An dem Ort führt die Kreisstraße LIF 2 von Unnersdorf nach Lichtenfels vorbei.

## Geschichte
Heinach wurde im 1432 erstmals als Schafhutgerechtigkeit des Klosters Banz „von Haynnach aus“ gegen Lichtenfels erwähnt. Eine weitere Nennung folgte im Jahr 1525 unter den Orten mit Steuerpflichtigen mit „Haynach ein Schaffhoff“.
1569 wurde bei einer Visitation der banzischen Hofhäuser, darunter „Heinich der Schaffhoff“, festgestellt, dass das Wohnhaus ganz und der Schafstall teilweise in desolatem Zustand waren. Für 1704 ist eine Zugehörigkeit des Ortes „Hannig“ zum Sprengel der Pfarrei Altenbanz belegt. 1801 wurde „Haynach“ beschrieben als ein Hof und Schäferey mit Haus, Stadel und einem neu erbauten Schafhof, eine halbe Stunde vom Kloster an der Straße, die von Banz nach Lichtenfels führt, und dem Kloster gehörte, das auch alle Gerichtsbarkeit darüber besaß.
1862 erfolgte die Eingliederung des Heinachhof, der zur Landgemeinde Weingarten gehörte, in das neu geschaffene bayerische Bezirksamt Staffelstein.
1871 hatte Heinach 10 Einwohner und 4 Gebäude. Die zuständige katholische Kirche befand sich im 5,5 Kilometer entfernten Altenbanz, die Schule im 1,5 Kilometer entfernten Stetten. 1900 war das Wohngebäude der Einöde unbewohnt. 1925 lebten sechs Personen in dem Wohngebäude. 1950 waren es zwei Einwohner und ein Wohngebäude.
Im Jahr 1970 zählte Heinach einen Einwohner und 1987 war die Einöde wieder unbewohnt.
Am 1. Juli 1972 wurde der Landkreis Staffelstein aufgelöst und Weingarten mit dem Gemeindeteil Heinach in die Stadt Lichtenfels sowie in den Landkreis Lichtenfels eingegliedert.

## Gebäude
Heinachhof, der ehemalige Schafhof des Klosters Banz wurde 1968 als bestes Beispiel eines noch völlig unverfälschten Gutshofes des 18. Jahrhunderts beschrieben, jedoch stark baufällig und kaum reparierbar. Der 1753 neu erbaute, stattliche zweigeschossige Walmdachbau hat ein massives Erdgeschoss aus Sandstein und ein verschiefertes Fachwerkobergeschoss. In den 1950er Jahren zerstörte ein Brand und 1977 ein Blitzeinschlag die Hälfte des Gebäudes bis auf die Sandsteinmauern des Erdgeschosses.